# 유어초등학교
유어초등학교는 대한민국 경상남도 창녕군 유어면 부곡리에 있는 공립 초등학교이다.

## 학교 연혁
- 1926년 10월 1일 유어공립보통학교 개교
- 1938년 4월 1일 유어공립심상소학교로 개칭
- 1941년 4월 1일 유어공립국민학교로 개칭
- 1979년 3월 1일 병설유치원 개원
- 1996년 3월 1일 유어초등학교로 개칭
- 1997년 3월 1일 회룡분교장을 본교에 통합
- 1999년 3월 1일 광산분교장을 본교에 통합
- 2015년 2월 17일 제86회 졸업 (총 3,718명)
- 2016년 9월 1일 제35대 이영주 교장 부임
- 2017년 2월 17일 제88회 졸업 (졸업생 누계:3,726명)

## 참고 자료
- 유어초등학교 - 한국교육학술정보원 학교알리미